# Eurohippus

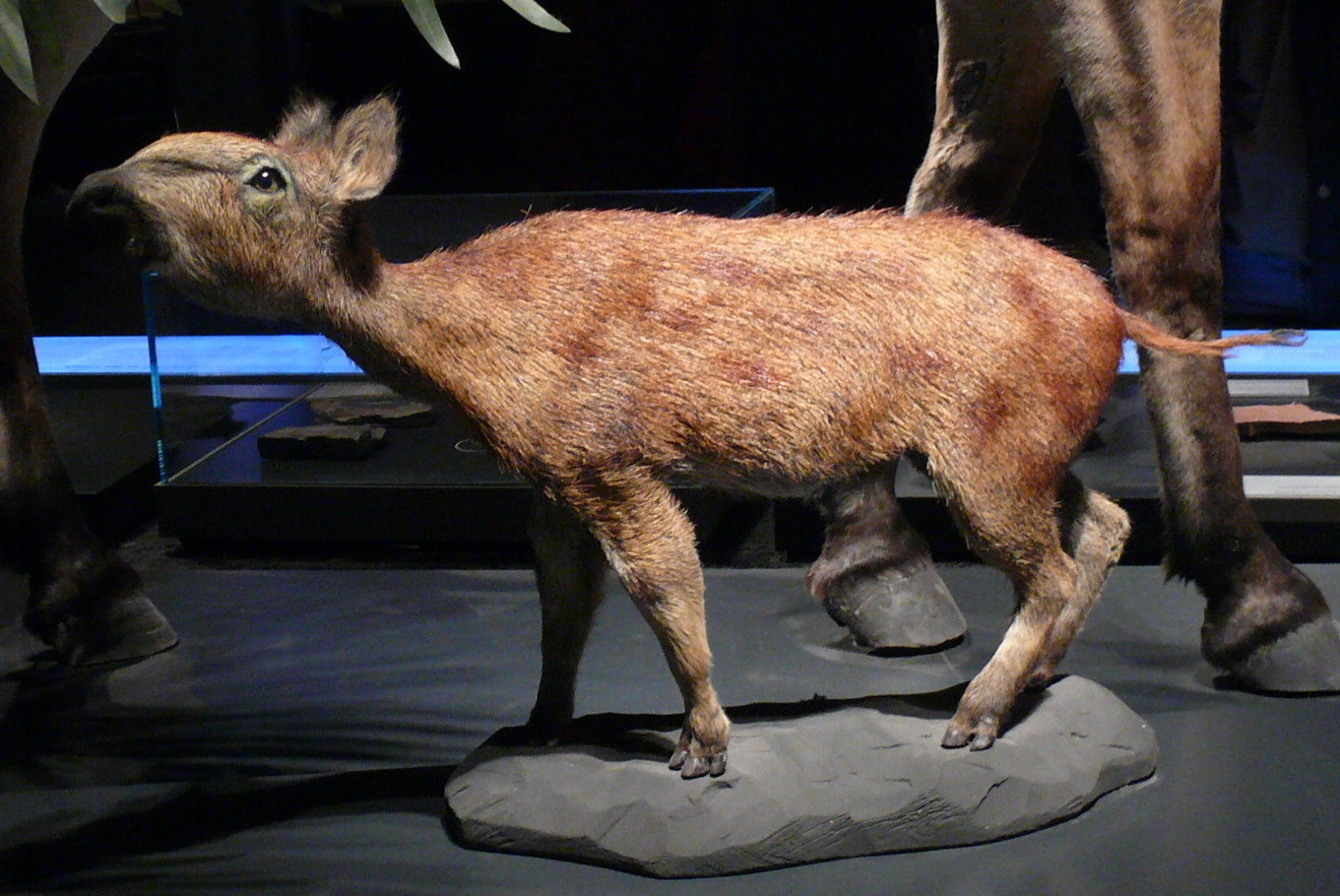
Модель

Eurohippus — вимерлий рід ссавців з родини коневих. Його види довго вважалися частиною Propalaeotherium і Lophiotherium. Вагітний екземпляр був описаний у 2015 році.